# Lachapelle, Tarn-et-Garonne
Lachapelle är en kommun i departementet Tarn-et-Garonne i regionen Occitanien i södra Frankrike. Kommunen ligger i kantonen Lavit som tillhör arrondissementet Castelsarrasin. År 2022 hade Lachapelle 119 invånare.

## Befolkningsutveckling
Antalet invånare i kommunen Lachapelle
| Referens: INSEE |